# از اسطوره تا تاریخ
از اسطوره تا تاریخ کتابی از مهرداد بهار است که سال ۱۳۷۶ در نشر چشمه منتشر شده‌است. این کتاب گردآوردهٔ جُستارها، سخنرانی‌ها، مصاحبه‌ها و نقدهایی از مهرداد بهار است که به‌وسیلهٔ ابوالقاسم اسماعیل‌پور گردآوری و ویراستاری شده‌است. کتاب از اسطوره تا تاریخ از منابع مهم و ساده دربارهٔ نوروز است.  

## معرفی
کتابِ از اسطوره تا تاریخ گردآورده جستارها، سخنرانی‌ها، مصاحبه‌های مهرداد بهار به کوشش اسماعیل ابوالقاسم‌پور است. این جستارها در طی سال‌های متعددی نوشته شده‌است. گردآورنده مطالب متنوع کتاب از اسطوره تا تاریخ را از مجله‌های علمی فرهنگی همچون مجله «بنیاد فرهنگ»، «چیستا»، «کتاب الفبا»، «آینده»، « «فرهنگ و زندگی» تدوین کرده‌است و بخش‌هایی از آن نیز برگرفته از دست نوشته‌های چاپ نشده مهرداد بهار است. مصاحبه‌ها توسط بهرام بیضایی، خُلد برین، جهانگیر چراغی و اسماعیل ابوالقاسم‌پور انجام شده‌است. برخی از جستارها برای نخستین بار در این کتاب به چاپ رسیده‌است؛ از جمله مقاله «بررسی شیوه تولید آسیایی و تأثیر آن بر تاریخ ایران باستان» و «گزارش اشعار مانوی» است. مهرداد بهار جستار» گزارش اشعار مانوی» را با هم‌کاری اسماعیل ابوالقاسم‌پور نوشته‌است. مقاله «اشکانیان» پیش از این در سال ۱۳۵۵ به نحوی مستقل به چاپ رسیده بود. همچنین مقاله تخت جمشید از کتابی به همین نام با تصویر رنگی از نصرالله کسرائیان موافقت ایشان در این مجموعه به چاپ رسیده‌است.
در بخش سخنرانی‌ها و مصاحبه‌ها، نیز دو مصاحبه تلویزیونی است که یکی از آنها با نام «اسطوره‌ها راز و رمزها و شگفتی‌های کویر» برای نخستین بار در کتاب عرضه می‌شود. کتاب «از اسطوره تا تاریخ» سومین کتاب از جستارهای فرهنگی مهرداد بهار است؛ مجموعه نخست با نام «جستاری چند در فرهنگ ایران» در زمان حیات او گردآوری شد. پاره دوم به گونه مستقل با نام «ادیان آسیایی» به چاپ رسید. بخش سوم همین اثر است؛ «از اسطوره تا تاریخ» که آخرین مجلد از مجموعه جستارهای فرهنگی مهرداد بهار است.
این کتاب ابتدا در سال ۱۳۷۶ در ۵۷۳ صفحه منتشر شد، سپس در سال ۱۳۷۷ ویرایش دوم آن با تجدیدنظر و افزوده‌های تازه توسط نشر چشمه منتشر گردید.

## درون‌مایه و فهرست
اسطوره‌ها تا روزی که با زندگی محسوس و عملی جامعه خود مربوط باشند در میان توده مردم حیات دارند، و روزی که با این شرایط تطبیق نکنند، از زندگی تودهٔ مردم خارج می‌شوند و از آن به بعد در زندگی روشنفکرانه، در ادبیات، فرهنگ، مطالعات و این‌ها می‌توانند وارد بشوند و ادامهٔ حیات بدهند. آن‌ها را دیگر توی قهوه‌خانه‌ها نمی‌خوانند، دیگر سربازها در میدان جنگ شاهنامه نمی‌خوانند، دیگر مادرها ممکن است برای بچه‌هایشان احیاناً قصه‌های دیگری را تعریف بکنند، برای اینکه شرایط تغییر کرده‌است. بحث فقط سر این است که من این را مسئلهٔ قابل تأسف نمی‌دانم، این جبر زندگی اسطوره است.

از اسطوره تا تاریخ
در این مجموعه، جستارها، سخنرانی‌ها، مصاحبه‌ها، نقدها و نوشته‌هایی از دکتر مهرداد بهار گردآمده که برخی از آن‌ها پیش از این در نشریات علمی و فرهنگی کشور منتشر شده‌است. این مطالب در سه بخش و یک پیوست تدوین شده‌است: بخش نخست با عنوان «جستارها» مشتمل بر هفت مقاله دربارهٔ اساطیر و تاریخ ایران باستان است. بخش دوم شامل «سخنرانی‌ها و مصاحبه‌ها» یی است دربارهٔ اسطوره و تاریخ. بخش سوم مجموعه‌ای از «نقدها و نظرها» ی وی دربارهٔ پاره‌ای از اسطوره‌های ایرانی‌است. بخش بعدی پیوستی است که شامل هفت مقاله‌است. کتاب با نمایه به پایان می‌رسد.
فهرست کتاب
بخش نخست: جستارها
- جغرافیای اساطیری جهان در ادبیات پهلوی
- آیین مهر و ورزش باستانی ایران
- درخت مقدس
- بررسی شیوهٔ تولید آسیایی و تأثیر آن بر تاریخ ایران باستان
- اشکانیان
- تخت جمشید: باغی مقدس با درختان سنگی
- اشعار مانوی

بخش دوم: سخنرانی‌ها و مصاحبه‌ها
- تأثیر حکومت کوشان‌ها در تشکیل حماسهٔ ملی ایران
- خطوط باستانی از آغاز تا خط کوفی
- اسطوره‌ها، راز و رمز و شگفتی‌های کویر
- نوروز، جشن باززایی
- افسانه‌ها و زندگی مردم
- اساطیر ایرانی در پهنهٔ تلفیق فرهنگی آریایی ـ بومی

بخش سوم: نقدها و نظرها
- سوگ سیاوش
- دربارهٔ افسانه‌های شاهنامه و مشابه چینی آن‌ها
- آیین‌ها و افسانه‌های ایران و چین باستان
- تاریخ جهان باستان
- تاریخ ماد
- پاسخ به چند پرسش در زمینهٔ تاریخ و ادبیات
- استاد من هنینگ
- یادی و یادگاری (دربارهٔ اخوان ثالث)
- نکته‌ای چند دربارهٔ «چهل و چند سال با امید»
- بهار، خانه و خانواده
- کبوترها (خاطره‌ای از ملک‌الشعراء بهار)
- سفر عیلامی (دیدار با بهرام بیضایی)
- تیشتر: فرشتهٔ پرشکوه باران‌آور

پیوست:
- اساطیر و حماسه‌های ایرانی
- صنایع دستی
- ویژگی‌های دین در روم و آسیای صغیر
- تأثیر ادیان آسیایی در امپراتوری روم
- نمادهای آیینی تخت جمشید
- اقوام ایرانی در نجد ایران
- از زندگی و زندگی‌نامه[۸]

نمایه

## نقد و بررسی
در بررسی منتشر شده در خبرگزاری ایرنا دربارهٔ این اثر آمده‌است؛
مهرداد بهار از پی سی سال تحقیق و پژوهش جستارهای کتاب «از اسطوره تا تاریخ» را به رشته تحریر درآورده‌است که تا امروز نه‌تنها متقن‌ترین کتاب در حوزه بررسی مفاهیم اساطیری در بطن رویدادهای حقیقی و واقعی تاریخ است که در موضوع و محور مشترکی چون نوروز مهمترین منبع پژوهشی دربارهٔ خاستگاه و پیداش آن به‌شمار می‌رود. کتابی که علاوه‌بر زبان فارسی به زبان‌های مختلفی نیز ترجمه شده‌است و در بسیاری از محیط‌های آکادمیک و علمی جهان به‌عنوان کتابی مرجع قابل استناد قرار گرفته‌است. رفتار پژوهان، فرهنگ پژوهان، انسان پژوهان و کسانی که در حوزه فرهنگ عامه، ادبیات، اسطوره و در هنرهای دراماتیک مشغول فعالیت، علم‌آموزی یا تدریس هستند یکی از مهمترین منابع قابل استنادشان برای کارهای پژوهشی کتاب از اسطوره تا تاریخ استاد مهرداد بهار است.

همچنین در سایت انسان‌شناسی و فرهنگ دربارهٔ این اثر آمده‌است؛
کتاب «از اسطوره تا تاریخ» یا عرضه بیش از سی جستار از مقاله‌ها و سخنرانی‌های مهرداد بهار در زمینه اسطوره‌شناسی ما را با جهان انندیشمدانه او آشنا کند، این اثر می‌تواند آغازی بسیار مناسب برای همه کسانی باشد که تمایل دارند در راه سخت انسان‌شناسی اسطوره‌شناختی قدم بگذارند.»